# Новые люди (партия)
Полити́ческая па́ртия «Но́вые лю́ди» — действующая зарегистрированная российская правоцентристская политическая партия.
Учреждена 1 марта 2020 года членом Центрального штаба ОНФ, Алексеем Нечаевым, и прошла процедру регистрации в кратчайшие сроки. По мнению независимых журналистов и политологов является партией-спойлером, созданной и управляемой администрацией президента, с целью аккамуляции протестных голосов и отъёма голосов у политической оппозиции. Так, в особенности, отмечается почти единогласное голосование с «Единой Россией» по действительно важным для властей вопросам. За поддержку вторжения России на Украину партия внесена в санкционные списки Евросоюза.
Структуру партии представляют региональные, местные и первичные отделения. Номинально, ПП «Новые Люди», имеют региональные отделения в 82 субъектах РФ, в том числе на оккупированных Россией территориях. 
Партия участвовала в выборах депутатов Государственной думы ФС РФ VIII-го созыва, и, крайне неожиданно в условиях подконтрольных выборов, набрала 5,32 % голосов и смогла сформировать фракцию.

## История

### 2019 — 2021: становление
По данным издания «Meduza», в начале декабря 2019 года, администрации президента РФ задумались о создании новой политической партии в связи с продолжающимся падением популярности «Единой России», а также продолжающимся вовлечением молодёжи и городских жителей в оппозиционные силы, что порождало рост протестных настроений и всё большую неудовлетворённость нерепрезнативностью ГосДумы. Выходом из данной ситуации увидели в регистрации условно оппозиционной и подконтрольной либеральной партией. За время подготовки в декабре 2019 года, среди вероятных кандидатов на пост лидера партии представители АП видели Сергея Шнурова, Юрия Дудя и Алексея Нечаева. Первый кандидат, вероятно, отказался сам, а второй был забракован представителями силового блока. В итоге, последнему было дано предложение на формирование собственной партии или соруководство партией «Родина» и её мягкое преобразование в праволиберальную партию. Как итог, Нечаев выбрал первый вариант.
В январе 2020 года, Алексей Нечаев и Владислав Даванков официально заявили об учреждении либеральной партии. В сжатые сроки, уже 1 марта, проходит учредительный съезд партии «Новые люди», на котором принято решение создать 55 региональных отделений партии. 8 апреля, партия получила официальные документы о регистрации от Министерства юстиции России.
Практически сразу, после инициирования процедуры регистрации, руководство партии и АП РФ начали выбирать и согласовывать область благоприятствования, где партия могла бы заручиться поддержкой административного ресурса ради получения парламентской квоты и возможности участия в выборах в ГД ФС РФ. Сначала выбором стала Белгородская, Калужская и Новосибирская область, однако местные власти восприняли в штыки новую партию, и как минимум в Белгородской области отказались их пускать на выборы и помогать им. По итогу, партии пришлось аварийно вливать несоразмерно огромные средства в избирательную кампанию: выкупать все свободные рекламные площадки и рекламные блоки в местных СМИ, а также запрашивать помощь у местных провластных политтехнологов при поддержке АП, для использования существующих сеток и мобилизовать подконтрольный электорат, и его часть направить на поддержку новой партии. По итогу, схема оказалась эффективной, и партия смогла пройти во все ЗакСо, где вела активную агитацию, несмотря на минимальную административную поддержку или вовсе противодействие местных элит.
8 августа того же года, когда стало ясно, что партия получит места в ЗакСо, и имеет реальные шансы на участие в выборах в ГД 2021 года, состоялся II съезд партии, на котором председателем партии был избран её основатель Алексей Нечаев, с докладом на съезде выступила Тина Канделаки. Также в съезде приняли участие телеведущая Елена Летучая, писатель Сергей Минаев, журналист Антон Красовский, глава зелёного движения «ЭКА» Марина Задемидькова.
Став одной из самых успешных новых политических партий, и получив реальные шансы на прохождение в ГД, Нечаев меняет команду политтехнологов на более статусных и эффективных: в конце 2020 года партией было объявлено, что избирательной кампанией по выборам депутатов Государственной Думы VIII созыва будет руководить политтехнолог Евгений Минченко. Однако, Минченко не смог сработаться с Нечаевым: они не сошлись характерами и подходом к электоральной компании.
Весной 2021 года, в партию вступает первый известный политик: советником Нечаева стала Сардана Авксентьева.
К выборам, партия подошла как партия, которая могла пройти в ГД РФ: как проект АП, той запретили как-либо противодействовать и мешать на выборах (но в некоторых регионах всё же отказали региональным спискам в регистрации, несмотря на запрет), и хоть ей не решились оказать административную поддержку, и там вела компания без поддержки АП, та довольно быстро смогла аккамулировать протестный и либеральный электорат, который недавно разочаровался в «Яблоке» из-за осуждения Навального как популиста, а Штабы Навального были разгромлены.
При этом, партия вела мощную агитацию, а в её деятельность вкладывались огромные средства. Апогеем предвыборной программы стал III-й съезд партии в августе 2021 года, который стал полноценным политическим перформансом, срежесированным Константином Богомоловым. Сама же агитация сконцентрировалась на телевидении и публикациях в таблоидах, так, наиболее часто, партия упоминалась на первом канале и РЕН ТВ, а Сардана Авксентьева провела турне по регионам, став фактическим лицом партии.
По итогам выборов, партия получила 5,32 % голосов, и смогла собрать часть протестного электората, разделив его с КПРФ, и окончательно маргинализовав неподконтрольные кремлю оппозиционные силы, сумев их раздробить вместе с КПРФ.

### 2022 —н.в.: после вторжения России в Украину
15 февраля на сайте партии появилось заявление Сарданы Авксентьевой о том, что партия выступает против войны, которое потом исчезло.
В феврале 2022 года партия поддержала признание ДНР и ЛНР и ратификацию договоров о дружбе, сотрудничестве и взаимной помощи с Донецкой и Луганской народными республиками, а позже — российское вторжение на Украину. 23 сентября 2022 года лидер партии Алексей Нечаев выступил на концерте «Своих не бросаем», организованном ОНФ и посвящённом референдумам о присоединении к России оккупированных территорий Украины.
В марте 2022 года партия запустила проект «Я в деле», целью которого является обучение россиян в возрасте до 25 лет основам предпринимательской деятельности. Проект поддержал председатель Правительства Михаил Мишустин.
24 декабря 2023 года на съезде принято решение о слиянии партии с «Партией роста». Рабочее название будущей объединённой партии — «Новые Люди. Рост» либо, по другим данным, «Новые люди. За рост». Окончательно слияние состоялось 19 апреля 2024 года, объединённая партия сохранила название «Новые люди». Лидер «Партии роста» Борис Титов занял должность председателя нового органа — политсовета, а единственный депутат ПР в Государственной думе Оксана Дмитриева — должность председателя партии в Санкт-Петербурге, однако не войдёт во фракцию «Новые люди» в Госдуме.

## Организационная структура
Политическая партия «Новые люди» состоит из региональных, местных и первичных отделений. 
Высшим руководящим органом является съезд, а между съездами  — центральный совет во главе избираемого на съезде Председателя партии.

### Съезд партии
Высшим руководящим органом партии является её съезд. Он уполномочен принимать любые решения по вопросам деятельности и функционирования партии, принимать, изменять Устав и программу партии.

#### Список съездов
- I (учредительный) съезд, 1 марта 2020 года — учредительный съезд партии;
- II съезд, 8 августа 2020 года — организация структуры партии, выборы Председателя;
- III (внеочередной) съезд, 5 июля 2021 года — выдвижение кандидатов на выборы в ГД VIII-го созыва;
- IV съезд, 19 апреля 2024 года — объединение с «Партией роста»;
- V съезд, 19 марта 2025 года — празднование пятилетия партии.

### Председатель партии
Председатель партии является председателем центрального совета партии и осуществляет представительские функции партии.
| № | Портрет | Председатель                  | Срок         | Примечания |
| - | ------- | ----------------------------- | ------------ | ---------- |
| 1 |         | Лукиянова, Ирэна Валентиновна | 2018         |            |
| 2 |         | Нечаев, Алексей Геннадьевич   | 2018 — н. в. |            |

## Участие в выборах и представительство в органах власти

### Представительство в органах власти
По данным ЦИК РФ, на момент 2025 года, Новые Люди имеют 68 депутатов среди Законодательных собраний субъектов РФ; 30 депутатов в Городских думах столиц субъектов РФ; 448 глав муниципальных образований и/или депутатов органов местного самоуправления. Сама партия в том или ином виде имеет представительство среди органов власти любого уровня в 69 субъектах РФ.

#### Законодательная ветвь власти
| Региональный парламент       | Год выборов и количество мест | Год выборов и количество мест | Год выборов и количество мест | Год выборов и количество мест | Год выборов и количество мест | Год выборов и количество мест | Текущие места | Текущие места | Следующие выборы |
| Региональный парламент       | Год выборов и количество мест | Год выборов и количество мест | Год выборов и количество мест | Год выборов и количество мест | Год выборов и количество мест | Год выборов и количество мест | #             | Место         | Следующие выборы |
| Региональный парламент       | 2020                          | 2021                          | 2022                          | 2023                          | 2024                          | 2025                          | #             | Место         | Следующие выборы |
| ---------------------------- | ----------------------------- | ----------------------------- | ----------------------------- | ----------------------------- | ----------------------------- | ----------------------------- | ------------- | ------------- | ---------------- |
| Республика Башкортостан      | 0                             | 0                             | 0                             | 1                             | 1                             | 1                             | 1 из 110      | 6-е           | 2028             |
| Республика Бурятия           | 0                             | 0                             | 0                             | 5                             | 5                             | 5                             | 5 из 66       | 3-е           | 2028             |
| Донецкая Народная Республика | 0                             | 0                             | 0                             | 4                             | 4                             | 4                             | 4 из 90       | 4-е           | 2028             |
| Республика Калмыкия          | 0                             | 0                             | 0                             | 1                             | 1                             | 1                             | 1 из 27       | 4-е           | 2028             |
| Республика Карелия           | 0                             | 1                             | 1                             | 1                             | 1                             | 1                             | 1 из 36       | 6-е           | 2026             |
| Респубика Саха               | 0                             | 0                             | 0                             | 6                             | 6                             | 6                             | 6 из 70       | 2-е           | 2028             |
| Респубика Татарстан          | 0                             | 0                             | 0                             | 0                             | 2                             | 2                             | 2 из 100      | 4-е           | 2029             |
| Республика Тыва              | 0                             | 0                             | 0                             | 0                             | 1                             | 1                             | 1 из 32       | 3-е           | 2029             |
| Республика Чувашия           | 0                             | 1                             | 1                             | 1                             | 1                             | 1                             | 1 из 44       | 5-е           | 2026             |
| Камчатский край              | 0                             | 1                             | 1                             | 1                             | 1                             | 1                             | 1 из 28       | 5-е           | 2026             |
| Краснодарский край           | 0                             | 0                             | 0                             | 1                             | 1                             | 1                             | 1 из 70       | 5-е           | 2026             |
| Красноярский край            | 0                             | 2                             | 2                             | 2                             | 2                             | 2                             | 2 из 52       | 4-е           | 2026             |
| Пермский край                | 0                             | 2                             | 2                             | 2                             | 2                             | 2                             | 2 из 52       | 4-е           | 2026             |
| Хабаровский край             | 0                             | 0                             | 0                             | 0                             | 1                             | 1                             | 1 из 36       | 4-е           | 2029             |
| Амурская область             | 0                             | 1                             | 1                             | 1                             | 1                             | 1                             | 1 из 27       | 6-е           | 2026             |
| Архангельская область        | 0                             | 0                             | 0                             | 1                             | 1                             | 1                             | 1 из 47       | 5-е           | 2028             |
| Астраханская область         | 0                             | 1                             | 1                             | 1                             | 1                             | 1                             | 1 из 44       | 6-е           | 2026             |
| Волгоградская область        | 0                             | 0                             | 0                             | 0                             | 1                             | 1                             | 1 из 38       | 5-е           | 2029             |
| Иркутская область            | 0                             | 0                             | 0                             | 2                             | 2                             | 2                             | 2 из 45       | 4-е           | 2028             |
| Калужская область            | 2                             | 2                             | 2                             | 2                             | 2                             | 2                             | 2 из 40       | 5-е           | 2025             |
| Кемеровская область          | 0                             | 0                             | 0                             | 1                             | 1                             | 1                             | 1 из 46       | 5-е           | 2028             |
| Костромская область          | 1                             | 1                             | 1                             | 1                             | 1                             | 1                             | 1 из 35       | 7-е           | 2025             |
| Курская область              | 0                             | 1                             | 1                             | 1                             | 1                             | 1                             | 1 из 45       | 5-е           | 2026             |
| Липецкая область             | 0                             | 1                             | 1                             | 1                             | 1                             | 1                             | 1 из 42       | 5-е           | 2026             |
| Нижегородская область        | 0                             | 1                             | 1                             | 1                             | 1                             | 1                             | 1 из 50       | 5-е           | 2026             |
| Новгородская область         | 0                             | 1                             | 1                             | 1                             | 1                             | 1                             | 1 из 32       | 5-е           | 2026             |
| Новосибирская область        | 3                             | 3                             | 3                             | 3                             | 3                             | 3                             | 3 из 76       | 4-е           | 2025             |
| Омская область               | 0                             | 2                             | 2                             | 2                             | 2                             | 2                             | 2 из 44       | 4-е           | 2026             |
| Орловская область            | 0                             | 1                             | 1                             | 1                             | 1                             | 1                             | 1 из 50       | 5-е           | 2026             |
| Псковская область            | 0                             | 1                             | 1                             | 1                             | 1                             | 1                             | 1 из 26       | 5-е           | 2026             |
| Рязанская область            | 1                             | 1                             | 1                             | 1                             | 1                             | 1                             | 1 из 40       | 5-е           | 2025             |
| Самарская область            | 0                             | 1                             | 1                             | 1                             | 1                             | 1                             | 1 из 50       | 5-е           | 2026             |
| Саратовская область          | 0                             | 0                             | 2                             | 2                             | 2                             | 2                             | 2 из 40       | 6-е           | 2027             |
| Сахалинская область          | 0                             | 0                             | 2                             | 2                             | 2                             | 2                             | 2 из 28       | 3-е           | 2027             |
| Свердловская область         | 0                             | 2                             | 2                             | 2                             | 2                             | 2                             | 2 из 50       | 5-е           | 2026             |
| Томская область              | 0                             | 2                             | 2                             | 2                             | 2                             | 2                             | 2 из 42       | 5-е           | 2026             |
| Ярославская область          | 0                             | 0                             | 0                             | 2                             | 2                             | 2                             | 2 из 46       | 3-е           | 2028             |
| Москва                       | 0                             | 0                             | 0                             | 0                             | 1                             | 1                             | 1 из 45       | 5-е           | 2029             |
| Санкт-Петербург              | 0                             | 3                             | 3                             | 3                             | 3                             | 3                             | 3 из 50       | 5-е           | 2026             |
| Севастополь                  | 0                             | 0                             | 0                             | 0                             | 2                             | 2                             | 2 из 24       | 2-е           | 2029             |

### Результаты федеральных выборов
| Выборы | Председатель   | Голосов   | %     | Мест      | +/- | Место | Отношение к власти                |
| ------ | -------------- | --------- | ----- | --------- | --- | ----- | --------------------------------- |
| 2021   | Алексей Нечаев | 2 997 744 | 5,32% | 13 из 450 | —   | 5-е   | Парламентская системная оппозиция |

| Выборы | Кандидат           | Голосов   | %     | Место | Результат |
| ------ | ------------------ | --------- | ----- | ----- | --------- |
| 2024   | Владислав Даванков | 3 362 484 | 3,85% | 3-е   | Не избран |

## Идеология

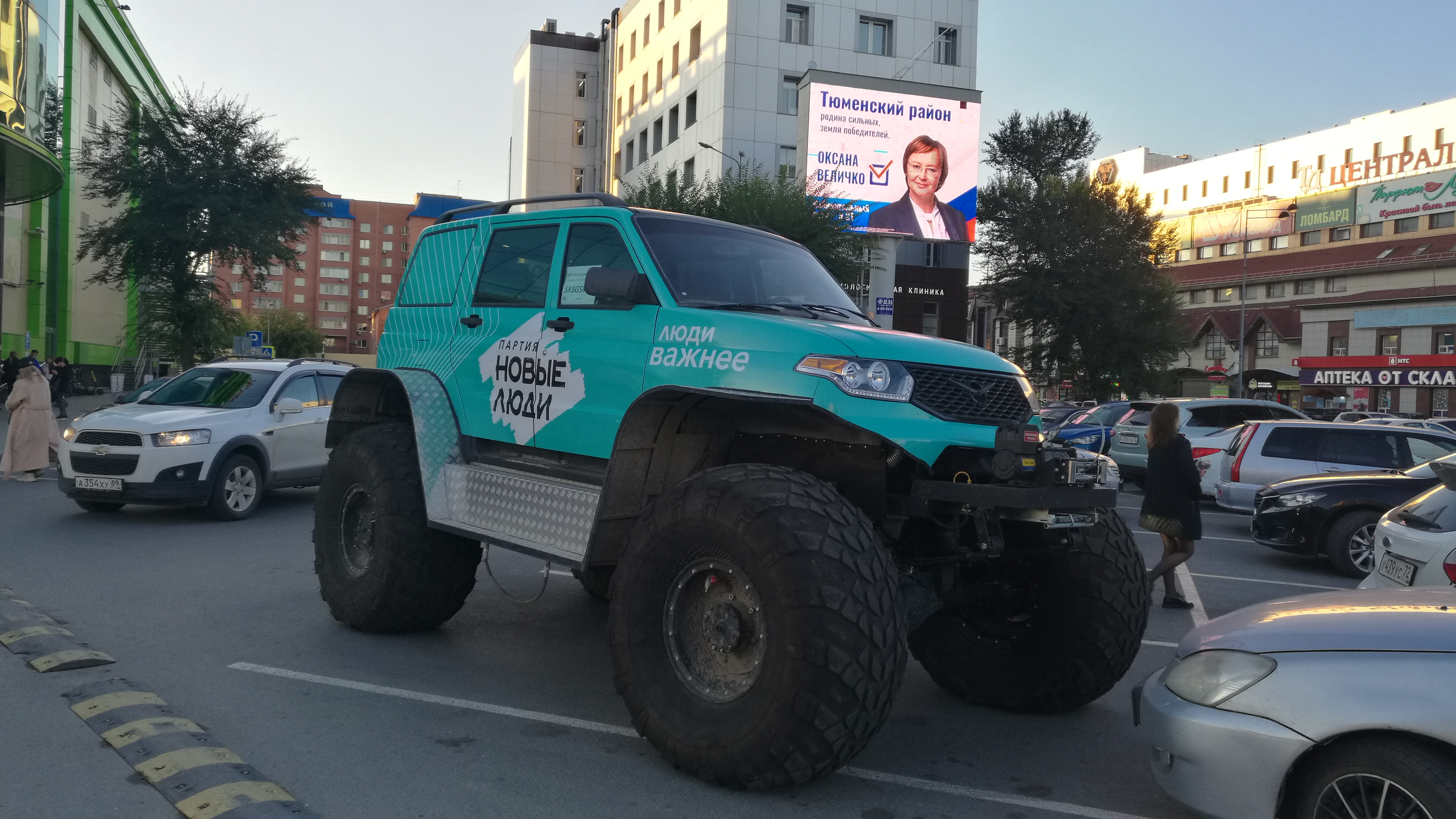
Реклама партии в Тюмени. Август 2021 года

Официальная программа партии зарегистрирована в Министерстве юстиции Российской Федерации.
Среди основных положений программы партии, опубликованных на официальном сайте и в СМИ, значатся:
- сменяемость и регулярное обновление кадрового состава в государственном управлении;
- запрет на занятие одной должности одним человеком более двух раз;
- сокращение количества госструктур и чиновников, а также уменьшение расходов на их содержание;
- реформа МВД и иных силовых структур с введением выборов на должности начальников региональных и городских УВД, участковых инспекторов и прокуроров, также предлагается уменьшить их полномочия;
- отмена законов, которые используются для государственной цензуры, а также ограничивающих свободу мирных собраний — в том числе законов об экстремизме и об оскорблении представителей власти[39][40][41].

По сведению электронных СМИ, цель партии — «переориентировать государство» с заботы о чиновниках на службу гражданам. Партия представляет собой объединение правоцентристского характера и рассматривает в качестве своей социальной базы самозанятых людей, а также представителей малого бизнеса.
Среди предвыборных тезисов партии — введение новой экономической модели с опорой на малый и средний бизнес, инновационное развитие, снижение административного, силового и налогового давления на бизнес.
Вместо налога на прибыль, НДС и страховых взносов предлагается ввести единый оборотный налог в размере 5 %. Обоснование данного экономического манёвра подготовлено экспертами СПбГЭУ.
В программе партии заявлено, что тюремное заключение должно назначаться только за преступления против личности, а экономические преступления должны наказываться штрафом. Партия озвучила ряд предвыборных тезисов, касающихся социальной политики, особенно систем образования и здравоохранения.
Основные проблемы российского образования, по мнению «Новых людей», заключаются в бюрократизации и неравномерности финансирования по регионам. Для решения этой проблемы предлагается повысить минимальную зарплату учителей до 75 тыс. рублей и установить единый федеральный норматив обеспечения школ.
Ещё одна проблема — использование некачественных и вредных продуктов в школьных обедах. Партией была презентована программа по оздоровлению детского питания, также она предложила ввести в школах ставку организатора здорового питания.
Была также заявлена инициатива об обучении детей финансовой грамотности и основам предпринимательства.
Часть программы, включая предвыборные тезисы представителей партии, посвящена повышению самостоятельности регионов и их развитию. Среди них прямые выборы мэров, возможность избирателей отправлять их в отставку и изменение системы распределения налогов в пользу регионов.
По мнению Нечаева, в сложившейся системе регионы преимущественно исполняют требования федерального центра. Поэтому вместе с перераспределением налогов в их пользу регионам необходимо передать больше полномочий по определению собственной политики.
Партия также предложила бесплатно предоставить гражданам земли для строительства собственных домов недалеко от места текущего проживания. По мнению Нечаева, для построения комфортной среды государство должно проложить дороги и провести коммуникации к новым населённым пунктам, которые возникнут в результате реформы.
В июле 2020 года Нечаев высказался против обязательной вакцинации, отметив, что обязательство государства — предоставить людям возможность вакцинироваться и дать достоверную информацию о возможных побочных эффектах. Спустя год, в июле 2021 года, лидер «Новых людей» раскритиковал инициативы о введении в стране нового двухнедельного локдауна.
Также кандидаты от партии ставят вопрос о необходимости переформатирования мусорной реформы, в частности, об отказе от концепции единого регионального оператора и возврата к конкуренции на рынке мусоропереработки.
В мае 2020 директор по исследованиям фонда ИСЭПИ Александр Пожалов сказал, что не видит электоральных различий между «Партией Роста» и «Новыми людьми», назвав их обе либеральными.
В 2021 году «Московская газета» высказалась, что партия «Новые люди» и «Партия Роста» имеют общий электорат и на парламентских выборах обе партии будут конкурировать за общего избирателя. Советник губернатора Псковской области Антон Сергеев высказался в прямом эфире о возможном объединении «Партии Роста» и «Новые люди». Спустя два года «Новые люди» и «Партия Роста» заключили условный союз на уровне предвыборных штабов для выдвижения и поддержки общих кандидатов в 2023—2024 годах.
В 2021 году актёр Сергей Жигунов назначен советником председателя партии «Новые люди» по культуре. Телеведущая Елена Летучая возглавила в партии «Гражданский экологический надзор».
В конце зимы — начале весны 2023 года партия выступила за проведение «специальной экономической операции», подготовив предложения по формированию новой промышленной политики на основе «умного протекционизма» и заручившись поддержкой президента и правительства.
Одним из направлений деятельности партии является лоббирование законопроекта о сталкинге, вводящего в российское законодательство понятие «навязчивого преследования».

### Законопроекты
С сентября 2021 года по апрель 2022 года депутаты фракции внесли в Госдуму 27 законопроектов и 257 поправок к федеральным законопроектам.
Среди основных принятых поправок и мер, которые вступили в силу в результате постановлений правительства, фракция называет первое рабочее место для студентов, выделение дополнительного финансирования на развитие молодёжного предпринимательства.
Также среди внесённых инициатив:
- законопроект, направленный на защиту ипотечных заёмщиков[83],
- законопроект об отсрочке от армии для молодых предпринимателей[84],
- законопроект о «шашлычной амнистии»[85],
- законопроект «О майнинге в РФ»[86],
- законопроект об NFT-токенах[87],
- введение в закон определения рейдерства и ответственности за нанесённый бизнесу ущерб[88].

В марте 2022 года партия направила в правительство РФ более 70 предложений, направленных на защиту экономики и сохранение доходов граждан в условиях санкционного давления. Партия предложила заморозить на три месяца штрафы и пени для бизнеса, отменить штрафы для малого и среднего бизнеса за 2021 год, зафиксировать акцизы и пошлины, отменить коронавирусные ограничения, ввести новую программу льготных кредитов, поддержать импорт из дружественных стран, снизить налоги и страховые взносы, дать отсрочку по налогам и сборам до конца 2022 года. Позже представители партии заявляли, что большая часть предложений была в той или иной форме реализована правительством.
В июне-июле 2023 года большинство членов фракции поддержало законопроект о запрете смены пола, соавторами которого стали почти все депутаты фракции, кроме Ксении Горячевой.
В 2024 году депутат Владислав Даванков от партии «Новые люди» предложил закон запрещающий носить религиозную одежду «в муниципальных и общественных местах». Эта идея вызвала волну критики, в частности проект закона раскритиковал депутат Адам Делимханов, отметив, что такой запрет будет противоречить Конституции РФ.
В 2025 году все члены фракции Государственной думы не поддержали законопроект о VPN и его наказании, считая этот закон нарушением прав человека в России, создав платформу «Хватитзапрещать.рф».

## Санкции
16 декабря 2022 года, на фоне вторжения России на Украину, партия «Новые люди» внесена в санкционный список Евросоюза. По данным Евросоюза, партия поддержала агрессивную войну России против Украины, поддержала аннексию оккупированных территорий Украины, таким образом, партия отвечает за поддержку действий, которые подрывают или угрожают территориальной целостности и независимости Украины. Все активы партии в Евросоюзе будут заморожены, любому члену этих партий будет запрещён въезд в ЕС.
21 декабря 2022 года, по аналогичным основаниям, партия «Новые люди» внесена в санкционный список Швейцарии, а 22 апреля 2023 года попала под санкции Украины.

## Мнения, критика, обвинения, скандалы
Партию, как и другие новые партии, появившиеся в начале 2020 года, обвиняют в спойлерстве, мотивируя это быстрой регистрацией и отсутствием препятствий со стороны властей. Кроме того, лидер «Новых людей» Алексей Нечаев является членом Центрального совета Общероссийского народного фронта, возглавляемого Владимиром Путиным. Также партию обвиняют в связях с действующей властью. Так, в декабре 2020 года кампанию партии возглавил близкий к администрации президента политтехнолог Евгений Минченко. Согласно источникам «Открытых медиа» в руководстве партии, окружении Нечаева и администрации президента, новый состав предвыборного штаба должен отрегулировать стратегию партии так, чтобы конституционное большинство в Государственной думе осталось за «Единой Россией», а «Новые люди» вернулись в свою электоральную нишу — образованный средний класс 18−30 лет.
Директор Центра политологических исследований Финансового университета при правительстве Павел Салин назвал партию «спойлером уличной протестной активности».
По результатам расследования «МБХ медиа», популярность партии обеспечили не столько креативность её членов или «марафон идей», сколько стратегия продвижения в регионах. К такому выводу «МБХ медиа» пришло в ходе изучения партнёрских отношений партии с региональными СМИ. Сразу несколько медиаменеджеров в разных изданиях ЦФО и ЮФО подтвердили «МБХ медиа» факты сотрудничества с партией без оформления соответствующих документов и соблюдения закона о рекламе. Издания публикуют нужные «Новым людям» материалы, освещающие её деятельность в позитивном свете, за деньги, не делая об этом в публикациях обязательной отметки, как того требует российское законодательство.